# Salomon de Bray

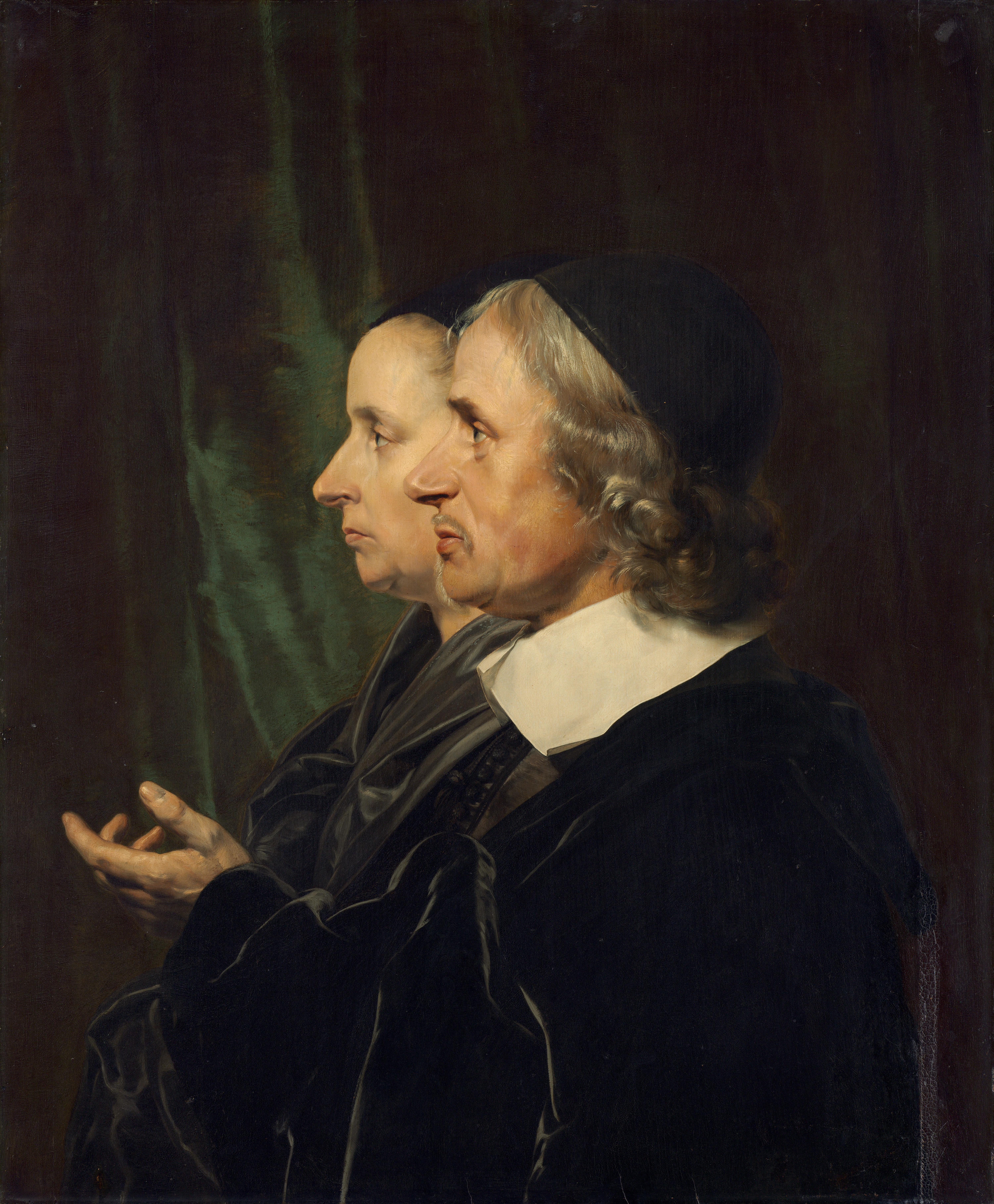
Salomon de Bray su esposa retratados por su hijo Jan de Bray. Óleo sobre lienzo, 80 x 65 cm, Washington D. C., National Gallery of Art.

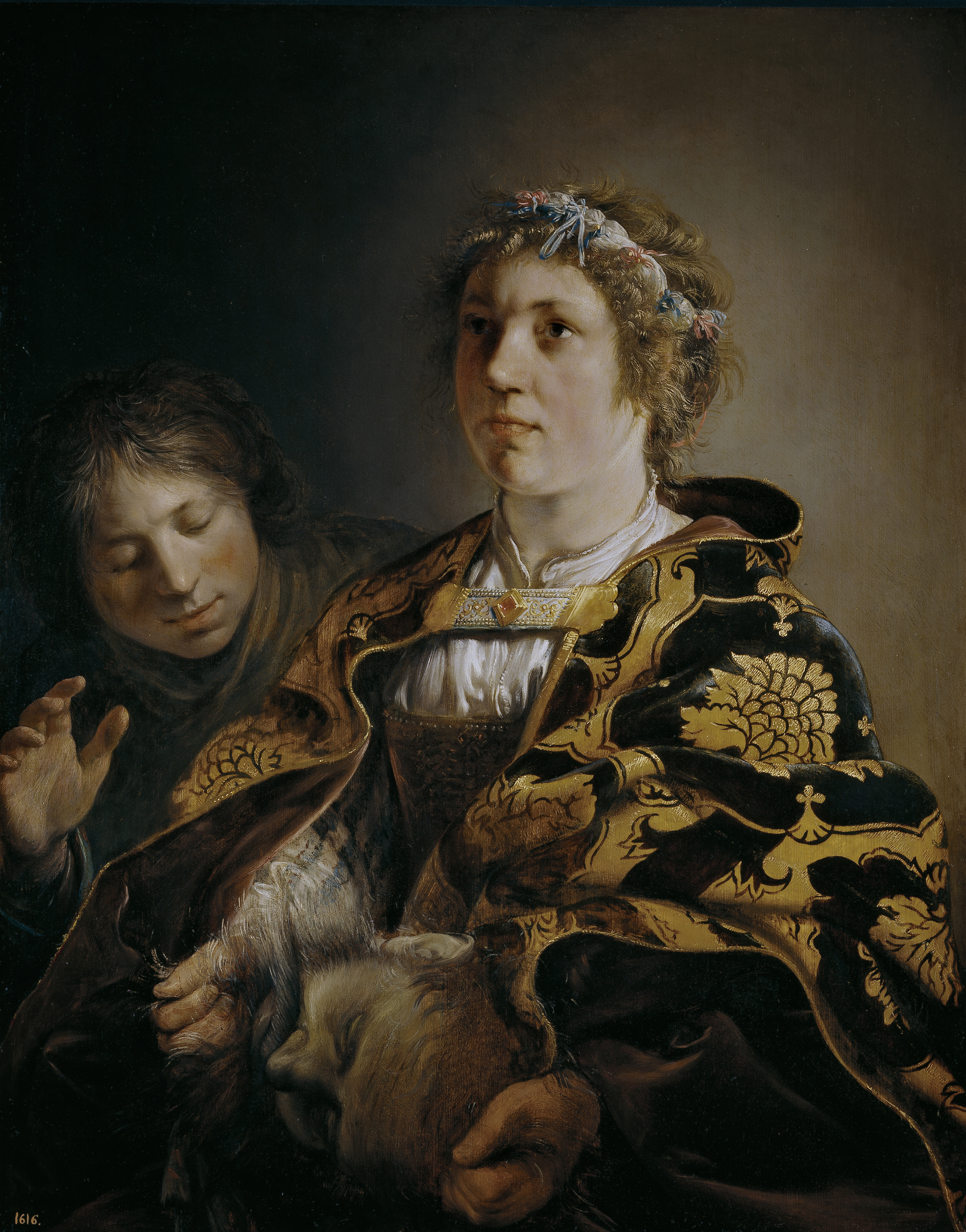
Judit y Holofernes, 1636, óleo sobre tabla, 89 x 71 cm, Madrid, Museo Nacional del Prado.

Salomon de Bray (1597-1664) fue un pintor, arquitecto y poeta neerlandés.

## Biografía
Aunque nacido en Ámsterdam, donde probablemente comenzase su formación artística con maestros como  Jan Pynas, Nicolaes Moeyaert y Pieter Lastman, debió de trasladarse muy pronto a Haarlem, pues ya en 1617 figuraba en esta ciudad inscrito en la milicia cívica de San Adrián y en la cámara de retórica o sociedad dramática llamada "De Wijngaertranken", donde pudo conocer a su esposa Anna, hermana de artistas, con la que casó en 1625. En Haarlem completó su formación en dibujo y pintura con Karel van Mander, Hendrick Goltzius y Cornelis van Haarlem y en 1630 se inscribió en el gremio de San Lucas de la ciudad, del que entre 1632 y 1641 formó parte de la junta.
En 1631 publicó Architectura moderna, una colección de grabados trazados por él de las obras arquitectónicas de Hendrick de Keyser, introductor del manierismo en los Países Bajos, de quien se incluía también una biografía. Como arquitecto intervino en la ampliación de la Iglesia Nueva de Haarlem, o de Santa Ana, y en diversas obras de remodelación encargadas por el consistorio de la ciudad, como el propio edificio del Ayuntamiento o la decoración de una de las puertas de la urbe, la llamada Zijlpoort. A las órdenes de Jacob van Campen colaboró en las decoraciones del Oranjezaal de la Huis ten Bosch en La Haya. Como católico trabajó en la pintura de retablos para las iglesias clandestinas de Haarlem, las llamadas Schuilkerk.
De Bray pintó paisajes, en ocasiones con escenas costumbristas, y retratos, en los que es patente el conocimiento de la pintura de Frans Hals, pero principalmente trabajó en la pintura de cuadros mitológicos y de historia sagrada, como el Judit y Holofernes del Museo del Prado, en los que se puede apreciar su particular estilo, deudor del caravaggismo en el tratamiento de la iluminación a la vez que próximo en su espíritu y composición al clasicismo holandés de Pieter de Grebber, a quien estuvo atribuido en el pasado el citado Judit y Holofernes del Prado.  
Salomon de Bray fue padre de diez hijos, de los que al menos tres continuaron el oficio paterno, en el que destacaron Dirck de Bray y Jan de Bray, y murió probablemente a causa de la peste que asoló Haarlem en 1664, y que se llevó también a cuatro de sus hijos, fallecidos todos entre abril y mayo de ese año.